# 2010年ユニセフ・オープン
2010年ユニセフ・オープン(2010 UNICEF Open)は、オランダ・スヘルトーヘンボスのオートトロン・ロスマーレンにて、6月13日から6月19日まで開催されたATP250シリーズトーナメント及びWTAインターナショナルトーナメント大会である。サーフェスは屋外グラスコート。

## 男子

### シード選手
| 選手                     | 国         | ランキング* | シード |
| ------------------------ | ---------- | ----------- | ------ |
| イワン・リュビチッチ     | クロアチア | 15          | 1      |
| マルコス・バグダティス   | キプロス   | 26          | 2      |
| トミー・ロブレド         | スペイン   | 36          | 3      |
| ビクトル・トロイツキ     | セルビア   | 39          | 4      |
| フィリップ・ペッシュナー | ドイツ     | 41          | 5      |
| ティーモ・デ・バッカー   | オランダ   | 44          | 6      |
| ヤンコ・ティプサレビッチ | セルビア   | 50          | 7      |
| ベンヤミン・ベッカー     | ドイツ     | 52          | 8      |

- 2010年6月7日付のATPランキングに基づく

### 主催者推薦
以下の3名が主催者推薦で本戦に出場した。
- ロビン・ハーセ
- ヘンリ・コンティネン
- イゴール・セイスリング

### 予選勝者
以下の4名が予選を勝ち上がり本戦に出場した。
- ダスティン・ブラウン
- ラミーズ・ジュネイド
- シモン・シュタドラー
- クリストフ・フリーゲン

その他以下の1名がラッキールーザーとして本戦に繰り上がった。
- ラジーブ・ラム

## 女子

### シード選手
| 選手                         | 国           | ランキング* | シード |
| ---------------------------- | ------------ | ----------- | ------ |
| ジュスティーヌ・エナン       | ベルギー     | 18          | 1      |
| ディナラ・サフィナ           | ロシア       | 20          | 2      |
| マリア・キリレンコ           | ロシア       | 28          | 3      |
| ヤロスラワ・シュウェドワ     | カザフスタン | 32          | 4      |
| アレクサンドラ・ドゥルゲル   | ルーマニア   | 31          | 5      |
| サラ・エラニ                 | イタリア     | 33          | 6      |
| アンドレア・ペトコビッチ     | ドイツ       | 34          | 7      |
| アナベル・メディナ・ガリゲス | スペイン     | 38          | 8      |

- 2010年6月7日付のWTAランキングに基づく

### 主催者推薦
以下の3名が主催者推薦で本戦に出場した。
- ジュスティーヌ・エナン
- ローラ・ロブソン
- アランチャ・ルス

### 予選勝者
以下の4名が予選を勝ち上がり本戦に出場した
- ジュリー・クワン
- アランチャ・パラ・サントンハ
- アナスタシア・ロディオノワ
- サンドラ・ザハラボバ

## 優勝

### 男子シングルス
セルジー・スタホフスキー def.  ヤンコ・ティプサレビッチ 6–3, 6–0
- スタホフスキーにとってキャリアシングルス通算3度目、今シーズン最初のシングルスタイトル獲得となった[1]。

### 女子シングルス
ジュスティーヌ・エナン def.  アンドレア・ペトコビッチ, 3–6, 6–3, 6–4
- エナンがキャリア通算43度目、今シーズン2度目のシングルス優勝を果たした[2]。

### 男子ダブルス
ロベルト・リンドステット /  ホリア・テカウ def.  ルーカス・ドロウヒー /  リーンダー・パエス 1–6, 7–5, [10–7]

### 女子ダブルス
アラ・クドリャフツェワ /  アナスタシア・ラジオノワ def.  バニア・キング /  ヤロスラワ・シュウェドワ 3–6, 6–3, [10–6]